# Xanthorhoe venipunctata
Xanthorhoe venipunctata là một loài bướm đêm trong họ Geometridae.